# Barthélemy-Christophe Fagan
Barthélemy-Christophe Fagan (* 31. März 1702 in Paris; † 8. April 1755 ebenda) war ein französischer Dramatiker.

## Leben und Werk
Barthélemy-Christophe Fagan schrieb in den 1730er und 1740er Jahren Stücke für die Comédie-Française, für das Pariser Jahrmarktstheater und für das Théâtre-Italien. Einige seiner erfolgreichsten Lustspiele wurden ins Deutsche übersetzt. Alle erlebten in neuester Zeit eine wissenschaftliche Ausgabe im Verlag Classiques Garnier. 1751 veröffentlichte er Nouvelles Observations au sujet des condamnations prononcées contre les Comédiens, eine 60-seitige Verteidigung des Lustspiels als letztem Verbreiter guter Sitten, „nachdem die jungen Leute auf die Priester nicht mehr hören wollen“.

## Werke

### Kritische Ausgaben
- Flora Mele (Hrsg.): Théâtre de la foire 1730–1738. Classiques Garnier, Paris 2020. (Théâtre de la foire et théâtre italien complets Bd. 1) (Le sylphe supposé. L’esclavage de Psyché. La fausse ridicule. Isabelle Arlequin. Les éveillés de Poissy. Les petits comédiens. Le temple du sommeil. Momus à Paris. Isabelle grosse par vertu)
- Gabriele Vickermann-Ribémont (Hrsg.): Théâtre français. 2 Bde. Classiques Garnier, Paris 2022. (Le rendez-vous. La grondeuse. La pupille. Lucas et Perrette ou Le rival utile. L’amitié rivale. Les caractères de Thalie. Le marié sans le savoir. Joconde. L’heureux retour. Le musulman. L’astre favorable. Le marquis auteur)

### Theaterstücke, soweit ins Deutsche übersetzt
- La Grondeuse. Comédie en un acte et en prose. 1734.
  - Die Zänkerinn. Ein Lustspiel in einem Aufzuge. Johann Michael Landerer, Pressburg 1770.
- La pupille. Comédie. Paris 1734.
  - Die Mündel. Ein Lustspiel von einer Handlung, aus dem Französischen des Herrn Fagan. 1768.
- Le Rendez-vous ou l’Amour supposé. Comédie en vers. 1735.
  - Der Mann von vierzig Jahren. Ein Lustspiel in einem Aufzug nach dem Französischen des Fayan(!) bearb. von August von Kotzebue. 1799.
- Les Originaux. Comédie. 1737.
  - Die Originalien. Ein Lustspiel von einem Aufzug nach dem Französischen des Fagand. 1799.
- L’Étourderie, comédie en 1 acte et en prose. 1737.
  - Die Uebereilung. Ein Lustspiel in einem Aufzug. 1770. Wien 1790.
- (Original bleibt zu identifizieren)
  - (deutsch) Die seltene Liebschaft. Lustspiel in einem Aufzuge, nach Fagon von Johann Ludwig Deinhardstein.